# Acipenseroidei
Acipenseroidei là một phân bộ của Bộ Cá tầm Acipenseriformes. Những loài cá trong phân bộ này được biết đến là nguyên liệu để sản xuất món trứng cá caviar.

## Các họ
- Acipenseridae
  - Acipenserinae
    - Acipenserini
    - Scaphirhychini

  - Husinae
    - Huso
- Polyodontidae
  - Polyodontinae
    - Polyodontini
    - Psephurini